# Georgij Ruszlanovics Balaksin
Georgij Ruszlanovics Balaksin (oroszul: Георгий Русланович Балакшин) (Jakutszk, 1980. március 6. –) orosz amatőr ökölvívó.

## Eredményei
- 2001-ben bronzérmes a világbajnokságon légsúlyban.
- 2002-ben Európa-bajnok légsúlyban.
- 2004-ben Európa-bajnok légsúlyban.
- 2004-ben az olimpián nem tudott érmet szerezni, mert a negyeddöntőben vereséget szenvedett a későbbi győztes kubai Yuriorkis Gamboától.
- 2006-ban Európa-bajnok légsúlyban.
- 2007-ben a világbajnokságon a negyeddöntőben kikapott a későbbi győztes amerikai  Raushee Warrentől, így nem szerzett érmet.
- 2008-ban bronzérmes az olimpián légsúlyban.
- hatszoros orosz bajnok (2000, 2001, 2002, 2003, 2006, 2007)